# 沙門尖條鰍
沙門尖條鰍（學名：Oxynoemacheilus samanticus），為輻鰭魚綱鯉形目條鰍科尖條鰍屬的其中一種。分布於亞洲土耳其克澤爾河流域，體長可達8.6公分，棲息在河川底層水域，生活習性不明。

## 扩展阅读
維基物種上的相關：沙門尖條鰍